# Priceless (Birdman)
Priceless (stilizzato in Pricele$$) è il quarto album in studio del rapper statunitense Birdman, pubblicato nel 2009.

## Tracce
1. Intro – 1:48
2. Been About Money – 4:12
3. Money to Blow (featuring Drake & Lil Wayne) – 4:19
4. Money Machine – 3:21
5. Pricele$$ (featuring Lil Wayne) – 5:33
6. Bring It Back (featuring Lil Wayne) – 4:22
7. Nightclub – 4:36
8. 4 My Town (Play Ball) (featuring Drake & Lil Wayne) – 4:21
9. Hustle (featuring Lil Wayne & Gudda Gudda) – 4:23
10. Shinin' (featuring T-Pain) – 3:31
11. Mo Milly (featuring Drake & Bun B) – 4:12
12. I Want It All (featuring Kevin Rudolf & Lil Wayne) – 3:16
13. Always Strapped (Remix) (featuring Lil Wayne & Mack Maine) – 4:34

## Classifiche
| Classifica (2007) | Posizione raggiunta |
| ----------------- | ------------------- |
| Stati Uniti       | 33                  |